# Награда Божа Илић
Награда „Божа Илић“ је награда за сликарство. Награду додељује Музеј Топлице из Прокупља, установљена је 1995. године.
Лауреат награде за 2005. је сликарка, академик Љубица Цуца Сокић. Награду је примила са сетом јер у доба када је Божа Илић био ђак она је већ била професор...
Досадашњи лауреати награде су: (непотпун списак)
- 1995. - Градимир Петровић, професор
- 1996. - Велизар Крстић, (1947) професор
- 1997. - Никола Гвозденовић, професор
- 1998. - Слободанка Ракић Шефер[1]
- 1999. - Милош Гвозденовић
- 2000. - Цветко Лаиновић
- 2002. - Радослав Лале Миленковић
- 2003. - Радољуб Спасојевић
- 2004. - Мирољуб Анђелковић, професор
- 2005. -Љубица Сокић (1914)
- 2006. - Петар Ђорђевић